# Jasper Dahlhaus
Jasper Dahlhaus, né le 27 novembre 2001 à Doetinchem aux Pays-Bas, est un footballeur néerlandais, qui évolue au poste d'arrière gauche ou de milieu de terrain au Fortuna Sittard.

## Biographie

### En club
Né à Doetinchem aux Pays-Bas, Jasper Dahlhaus est formé par le Vitesse Arnhem mais n'y joue aucun match en professionnel. Il rejoint ensuite le Willem II Tilburg. C'est avec ce club qu'il fait ses débuts, jouant son premier match le 12 septembre 2020, à l'occasion de la première journée de la saison 2020-2021 d'Eredivisie face au SC Heerenveen. Il entre en jeu en fin de match lors de cette rencontre perdue par son équipe (2-0 score final).
Le 1er février 2021, Dahlaus rejoint le FC Eindhoven sous la forme d'un prêt jusqu'à la fin de la saison. 
Le 16 juillet 2021, Jasper Dahlhaus rejoint définitivement le FC Eindhoven, signant un contrat de deux ans, soit jusqu'en juin 2023.
Lors de l'été 2024, Jasper Dahlhaus rejoint le Fortuna Sittard. Le transfert est officialisé dès le 30 mai 2024 et signe un contrat de deux ans, soit jusqu'en juin 2026.

### En sélection
Jasper Dahlhaus joue avec moins de 19 ans, il joue un match en 2019.